# Štěpánka Jislová
Štěpánka Jislová (* 1992 Praha) je česká ilustrátorka a autorka komiksů. Patří do skupiny českých komiksových autorů, do tzv. Generace 2.0. Ve své tvorbě se věnuje komiksové a ilustrátorské práci, vytváří herní koncepty, stripy nebo obálky knih. Navrhuje potisky oblečení a tetování. Ilustruje také knihy pro děti. Je spoluzakladatelkou české pobočky „Laydeez do Comics Praha“, která za svoje první komiksové sympozium získala cenu Muriel za „Přínos českému komiksu“. Její autobiografická kniha Srdcovka získala v roce 2024 cenu Muriel za nejlepší komiksovou knihu, nejlepší scénář a hlavní cenu České akademie komiksu.

## Životopis
Štěpánka Jislová se narodila a vyrůstala v Praze. Již v mládí ji přitahoval svět fantasy (Terry Pratchett, Steven King nebo Neil Gaiman) a komiks. Od dětství si psala různé příběhy a kreslila. Ke komiksové tvorbě dospěla přes tvůrčí psaní. Navštěvovala výtvarné workshopy jako například figurální kresbu nebo grafické techniky.

### Studium a tvorba
Po absolvování gymnázia, studovala Fakultu designu a umění Ladislava Sutnara Západočeské univerzity v Plzni. V počátcích studia se věnovala naivním evropsky orientovaným variantám na mangu s tématy „nadpřirozena“ a hororu. Během studia na vysoké škole publikovala komiksové příběhy v řadě českých (Aargh!, Caves, Xerox) i zahraničních publikacích (Bobla, Dirty Diamonds, CBA). V roce 2013 získala první cenu za komiks Strom v soutěži CZ.KOMIKS13. Zúčastnila se největšího evropského komiksového festivalu ve francouzském Angoulême.
V létě roku 2015 se zúčastnila česko-německého sympozia Superhrdinové východního bloku, jehož organizátorem byla galerie Klatovy / Klenová. Umělci vytvořili komiksové příběhy na téma Převaděčství. Akce byla zakončena výstavou a vydáním sborníku. V témže roce založila společně s  žurnalistkou Terezou Drahoňovskou českou pobočku mezinárodní organizace Laydeez Do Comics v Praze. Organizace sdružuje a podporuje autorky komiksů. Pořádá tematické přednášky, sympozia, organizuje výstavy apod. Pražská pobočka uspořádala v roce 2016 první komiksové sympozium a získala cenu Muriel za „Přínos českému komiksu“. V roce 2019 vydalo nakladatelství Pointa sborník Laydeez do Comics Praha (LDC Praha) s názvem Komiksodějky. Soubor komiksů zpracovalo jednadvacet mladých autorek, které se zapojily do komiksových setkání pořádaných LDC Praha.
V rámci komiksová série Češi scenáristy Pavla Kosatíka (televizní série České století) vydalo nakladatelství Mladá Fronta v roce 2016 její díl o Mnichovské dohodě s názvem Jak Beneš ustoupil Hitlerovi. V témže roce strávila měsíc na stáži v USA na soukromé univerzitě „Chapman University“ v Kalifornii, konkrétně na Wilkinson College of Arts, Humanities and Social Sciences. Program stáže tvořila i série přednášek a workshopů s místními studenty. Její závěrečná práce z pobytu v Kalifornii byl komiks Železobeton na téma „Domov a identita“. Během stáže vytvořila také komiksový deník, který zveřejňovala na facebooku.
Ze školní bakalářské práce následně zpracovala knižní publikaci Klášter Nejsvětějšího srdce, kterou vydalo v roce 2017 nakladatelství Meander. Autorka zde kombinovala sakrální gotickou architekturu, postapokalyptické masky, rukavice apod. a detektivní žánr. Studium absolvovala magisterskou prací The Wyrd. Komiksové dílo vzniklo podle scénáře Meghan Kemp-Gee, vycházející ze slavné hry Williama Shakespeara Macbeth.

### Tvorba
Umělkyně staví svoji tvorbu na příběhu a způsobu jeho vyprávění. Často střídá styl i techniky jako například kresbu, malbu nebo využívá různé možnosti počítačové postprodukce. Ve svých komiksových dílech vychází ze zlomků legend a pověstí a vytváří pro ně nová neobvyklá prostředí a pravidla. Klasicky vystavěným příběhem a popisnou kresbou zachovává styl vyprávění evropského hlavního proudu. Patří do skupiny nastupujících českých komiksových autorů, do tzv. Generace 2.0.
Vedle komiksové a ilustrativní práce, vytváří herní koncepty, stripy i obálky knih. Navrhuje potisky oblečení a tetování. Ilustruje knihy pro děti, lze uvést například ilustrace k soubornému vydání tří knih Astrid Lindgrenové Třikrát detektiv Kalle (Albatros, 2018). nebo biblický příběh pro děti Daniel v jámě lvové (Meander, 2018). V roce 2021 vyšla Přeřekadla – zábavné a interaktivní vydání tradičních rčení a přísloví pro děti.
V roce 2019 vydalo nakladatelství Paseka grafický román Bez vlasů. Autobiografický scénář o zkušenostech s alopecií napsala Tereza Drahoňovská. Na základě scénáře Zdeňka Ležáka napsala komiksový příběh Milada Horáková (Argo, 2020). Společně s Lukášem Komárkem se vizuálně podílela na fantasy knize Hon na Macbetha Lukáše Pokorného (Argo, 2022).
V roce 2023 vydala autobiografický příběh Srdcovka (Paseka), o kterém sama říká:
| „ | Srdcovka je autobiografický příběh o rozchodu. Ale taky o lásce, sexu, násilí, o vyrůstání v devadesátkách a dospívání v nultých letech. A taky o traumatu... | “ |

### Ocenění
- 2016 – Cena Muriel (Přínos českému komiksu) – první komiksové sympozium pořádané LDC Praha
- 2018 – Česko-polská komiksová soutěž Spolu v bublinách – třetí místo za komiks Děti ze skleniček
- 2020 – Cena Muriel (Nejlepší komiksová kniha) – kniha Bez vlasů
- 2023 – Cena Muriel (Cena České akademie komiksu) – kniha Srdcovka
- 2023 – Cena Muriel (Nejlepší komiksová kniha) – kniha Srdcovka
- 2023 – Cena Muriel (Nejlepší scénář) – kniha Srdcovka